# 玄始
玄始（412年十一月-427年），或作元始，是十六国時期北涼君主，太祖武宣王沮渠蒙逊的年號，共計16年。
根據《吐魯番文書》中自北涼玄始十三年起出現相當於十三、十四年的夏國真興六、七年（424年至425年）年號，已經被認爲是沮渠氏北涼在玄始十三年（424年）奉夏正朔的結果 。同理，北涼亦奉夏國的承光年號。甘肅出土的塔有“承陽二年嵗在[丙]寅……”字樣。由於丙寅為承光二年的干支，所以學者懷疑史籍記載承光為承陽之錯誤；即使承光沒有錯誤，北涼是用了同韻意義相近的陽字代替了光字。後來北涼奉北魏正朔時，遵照諧音，將“延和”和“太延”分別改作“緣禾”和“太緣”。。

## 纪年
| 玄始 | 元年   | 二年   | 三年   | 四年   | 五年   | 六年   | 七年  | 八年  | 九年  | 十年  |
| ---- | ------ | ------ | ------ | ------ | ------ | ------ | ----- | ----- | ----- | ----- |
| 公元 | 412年  | 413年  | 414年  | 415年  | 416年  | 417年  | 418年 | 419年 | 420年 | 421年 |
| 干支 | 壬子   | 癸丑   | 甲寅   | 乙卯   | 丙辰   | 丁巳   | 戊午  | 己未  | 庚申  | 辛酉  |
| 玄始 | 十一年 | 十二年 | 十三年 | 十四年 | 十五年 | 十六年 |       |       |       |       |
| 公元 | 422年  | 423年  | 424年  | 425年  | 426年  | 427年  |       |       |       |       |
| 干支 | 壬戌   | 癸亥   | 甲子   | 乙丑   | 丙寅   | 丁卯   |       |       |       |       |

## 参看
- 中国年号索引
- 其他使用元始、真興、承光年號的政權
- 同期存在的其他政权年号
  - 义熙（405年-418年十二月）：東晉皇帝晋安帝司马德宗的年号
  - 元熙（419年正月-420年六月）：東晉皇帝晋恭帝司马德文的年号
  - 永初（420年六月—423年十二月）：南朝宋皇帝宋武帝刘裕的年号
  - 景平（423年正月—424年八月）：南朝宋皇帝宋少帝刘义符的年号
  - 元嘉（424年八月—453年十二月）：南朝宋皇帝宋文帝刘义隆的年号
  - 龙升（407年六月-413年二月）：夏国政权赫连勃勃年号
  - 凤翔（413年三月-418年十月）：夏国政权赫连勃勃年号
  - 昌武（418年十一月-419年正月）：夏国政权赫连勃勃年号
  - 真兴（419年二月-425年七月）：夏国政权赫连勃勃年号
  - 承光（425年八月-428年二月）：夏国政权赫连昌年号
  - 勝光（428年二月-431年六月）：夏国政权赫连定年号
  - 弘始（399年九月-416年正月）：后秦政权姚兴年号
  - 永和（416年二月-417年八月）：后秦政权姚泓年号
  - 永康（412年八月-419年十二月）：西秦政权乞伏炽磐年号
  - 建弘（420年正月-428年五月）：西秦政权乞伏熾磐年号
  - 永弘（428年五月—431年正月）：西秦政权乞伏暮末年号
  - 太平（409年十月-430年）：北燕政权冯跋年号
  - 太興（431年正月-436年五月）：北燕政权冯弘年号
  - 嘉平（408年十一月-414年七月）：南凉政权秃发傉檀年号
  - 建初（405年-417年二月）：西凉政权李暠年号
  - 嘉兴（417年二月-420年七月）：西凉政权李歆年号
  - 永建（420年十月-421年三月）：西凉政权李恂年号
  - 永兴（409年闰十月-413年）：北魏政权北魏明元帝拓跋嗣年号
  - 神瑞（414年正月-416年四月）：北魏政权北魏明元帝拓跋嗣年号
  - 泰常（416年四月-423年十二月）：北魏政权北魏太武帝拓跋嗣年号
  - 始光（424年正月-428年正月）：北魏政权北魏太武帝拓跋燾年号
  - 神䴥（428年二月-431年十二月）：北魏政权北魏太武帝拓跋燾年号
  - 建平（415年三月-416年九月）：白亚栗斯、刘虎年号